# 22 Pułk Artylerii Lekkiej (LWP)
22 pułk artylerii lekkiej (22 pal) – oddział artylerii lekkiej ludowego Wojska Polskiego.
Pułk został sformowany 5 lipca 1944 we wsi Korczunek, w okolicach Żytomierza, na podstawie rozkazu nr 0130 dowódcy 1 Armii Polskiej w ZSRR. Pułk wchodził w skład 5 Saskiej Dywizji Piechoty z 2 Armii Wojska Polskiego.
22 października 1944 w Korczunku żołnierze pułku złożyli przysięgę. Za udział w wojnie odznaczony Orderem Aleksandra Newskiego.
W 1949 pułk otrzymał sztandar ufundowany przez społeczeństwo Świebodzina, Sulęcina, Wschowy i Zielonej Góry.

## Struktura organizacyjna
- Dowództwo i sztab
- 3 x dywizjon artylerii
  - 2 x bateria artylerii armat
  - 1 x bateria artylerii haubic
- bateria parkowa

Stan etatowy
Stan etatowy wynosił:
żołnierzy – 1093 (oficerów – 150, podoficerów – 299, kanonierów – 644)
sprzęt:
- 76 mm armaty – 24
- 122 mm haubice – 12
- rusznice przeciwpancerne – 12
- samochody – 108
- ciągniki – 24

|  |  |

## Żołnierze pułku
Dowódcy pułku
- ppłk Iwan Świryn  (VII – 8 XI 1944)
- p.o. ppłk Grzegorz Skorobogatow (9 XI – 30 XI 1944), (I – II 1945)
- ppłk Leonard (Leonid) Boruch (II – III 1945)
- ppłk Iwan Świryn
- ppłk Mieczysław Hubert (od III 1946)
- ppłk Szczepan Malinowski (od XI 1946)

Odznaczeni Krzyżem Srebrnym Orderu Virtuti Militari
1. por. Mikołaj Michał Dobriakow
2. por. Grzegorz Fatianow
3. kpt. Jan Iszczenko

## Działania bojowe
Działania bojowe rozpoczął 15 kwietnia wspierając natarcie 13 pułku piechoty w rejonie Rietschen.
Od 22 do 28 kwietnia jego 1 i 2 dywizjon walczyły w okrążeniu ponosząc znaczne straty.
W okresie 7–11 maja pułk zabezpieczał ogniem działanie piechoty w ramach operacji praskiej i zakończył szlak bojowy na terenie Czechosłowacji.
|  |  |  |  |

|  |  |

## Okres powojenny
Pułk stacjonował w garnizonie Sulechów. W 1950 podporządkowano pułk dowódcy 4 Pomorskiej Dywizji Piechoty. W połowie 1957 rozformowano pułk.